# Grammoechus albosparsus
Grammoechus albosparsus är en skalbaggsart som beskrevs av Stefan von Breuning 1947. Grammoechus albosparsus ingår i släktet Grammoechus och familjen långhorningar. Inga underarter finns listade i Catalogue of Life.